# Andres, Pas-de-Calais

Andres este o comună în departamentul Pas-de-Calais, Franța. În 1 ianuarie 2022 avea o populație de 1.534 de locuitori.